# Paveway
Paveway est une marque déposée de Raytheon pour les  bombes guidées laser (BGL ou LGB en anglais) ainsi que pour les matériels et services qui y sont liés. Ce terme peut être également utilisé par Lockheed Martin pour des produits spécifiques fabriqués sous licence, de Raytheon.
Ces bombes constituent une grande partie de l'armement air-sol des forces aériennes des États-Unis et ont été largement exportées.
Le mot PAVE est parfois utilisé comme un acronyme pour « Équipement embarqué de guidage de précision » (en anglais : Precision Avioniques Vectoring Equipment). Cela peut concerner le guidage d'un avion, mais le guidage laser est également une des formes de « Pave ».
La famille des munitions guidées laser « Paveway » fait partie des munitions dites « intelligentes » qui permettent de ne tirer qu'une munition adaptée par objectif, réduisant par-là les dommages collatéraux (contrairement aux tapis de bombes de la Seconde Guerre mondiale).

## Histoire et principe

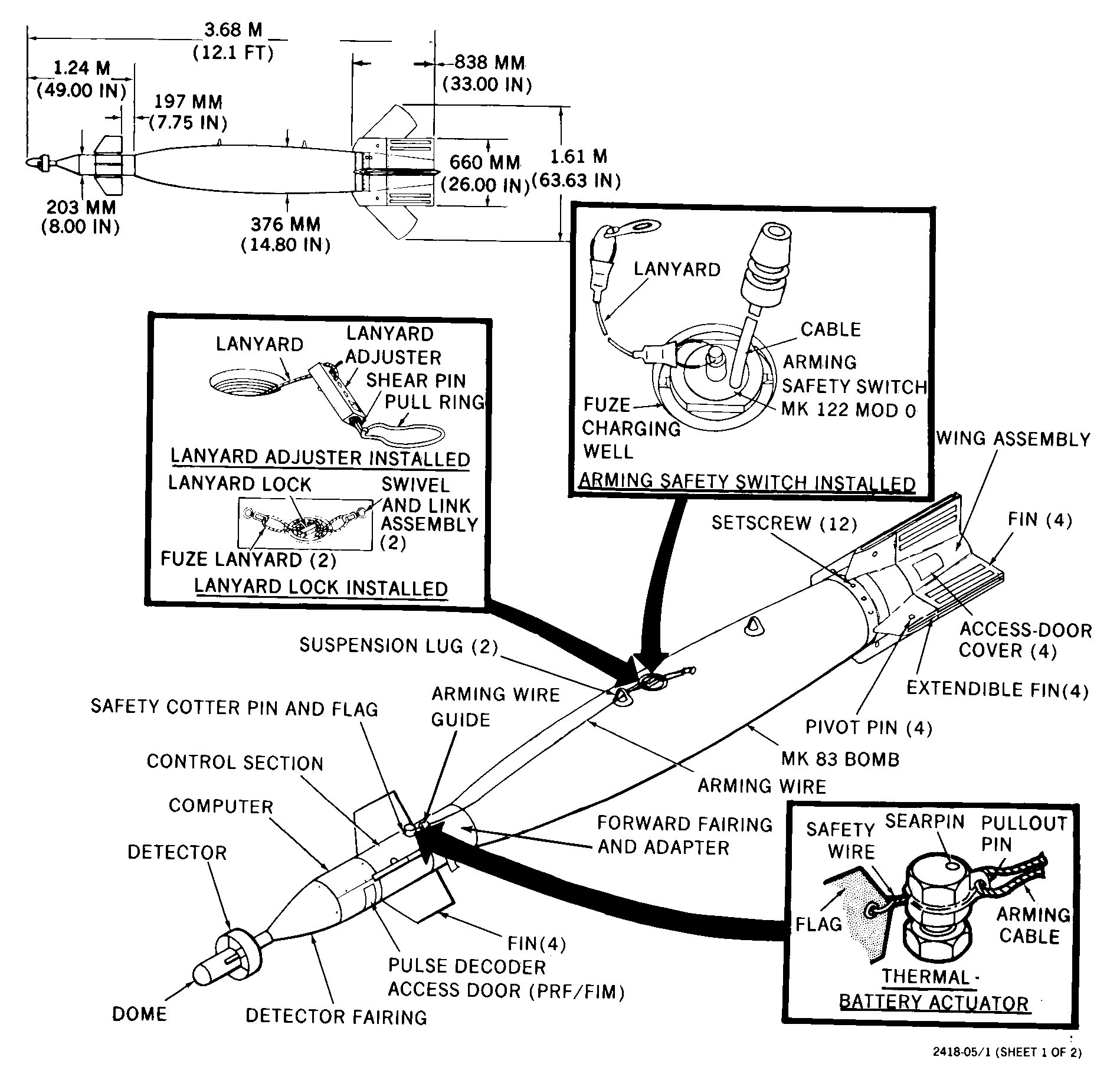
Schéma d'une GBU-16.

La famille Paveway de bombes guidées laser a été développée à partir des années 1964 par Texas Instruments pour la guerre du Vietnam. Un pont, petit objectif très bien défendu, avait fait l'objet de multiples tentatives de bombardement classique entrainant de nombreuses pertes sans atteindre l'objectif, alors que le premier largage d'une bombe guidée fut une réussite.
Ces premiers succès ont été à l'origine d'une famille d'armements modulaires permettant une plus grande souplesse dans l'emploi, tout en optimisant la ressource et la logistique. Sur un corps de bombe balistique classique, on rajoute un « prêt-à-monter » constitué : d'une partie avant qui regroupe un détecteur laser, un calculateur et des gouvernes de guidage et qui peut s'adapter à toutes sortes de bombe, de 125 kg jusqu'à plusieurs tonnes ; et d'un stabilisateur arrière particularisé à chaque type de munition.
Des améliorations ont vu le jour par la suite : guidage GPS dit « dual mode » (permettant de s'affranchir de la météo et de larguer en un seul passage plusieurs bombes sur des objectifs différents) ; possibilité de fixer une hauteur d'explosion ou proximétrie (ce qui améliore l'effet militaire tout en minimisant les dégâts collatéraux) ; augmentation de la portée (en augmentant la taille du stabilisateur arrière), ou encore remplacement du détecteur laser par un détecteur laser semi-actif numérique à champs de vision plus large. Cette modularité permet d'augmenter très sensiblement l'efficacité militaire à un prix contraint.
Pendant la première guerre du Golfe, les 10 % d'armement guidé laser (dont beaucoup de Paveway) ont été à l'origine de la destruction de 70 % des objectifs. Cela met également en valeur la diminution des dégâts collatéraux : moins de munitions et moindre dispersion tout en ciblant les actions contre les objectifs militaires.
En 2015, plus de 250 000 prêts-à-monter ont été produits dont environ 20 % utilisés au combat.

## Caractéristiques

### GBU-10Paveway II

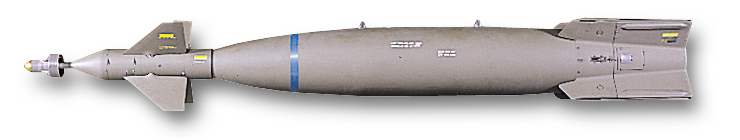
GBU-10

- Mise en service : 1976
- Masse : 1 162 kg
- Longueur : 436,88 cm
- Diamètre : 71,12 cm
- Charge : Mk-84 de 428,6 kg
- Rayon d'action : 12,8 km
- Précision : 9 m

### GBU-12 Paveway II

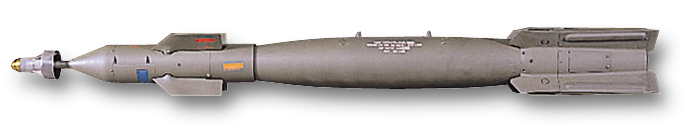
GBU-12

Durant la guerre du Golfe de 1991, cette munition est créditée d'avoir atteint sa cible dans 88 % des tirs, essentiellement des véhicules isolés
Commandée à 1 000 exemplaires par les armées françaises en 1999 et 2000 et peut être tirée par les Super-Étendard, Mirage 2000D, Rafale et depuis 2015 par les Atlantique 2. Bombe guidée laser de la classe des 250 kg. Utilisable uniquement par de bonnes conditions météorologiques. Tirs sur cibles fixes ou mobiles faiblement durcies. Son taux de fiabilité est, en 2008, de 72 %. En décembre 2019, l'Armée de l'air française annonce que ses drones MQ-9 Reaper sont désormais capables de faire feu sur l'ennemi grâce à cette BGL.
- Mise en service : 1976
- Masse : 273 kg[9]
- Longueur : 327,66 cm
- Diamètre : 45,72 cm
- Charge : Mk-82 87 kg
- Rayon d'action : 12,8 km
- Précision : 9 m

### GBU-16 Paveway II

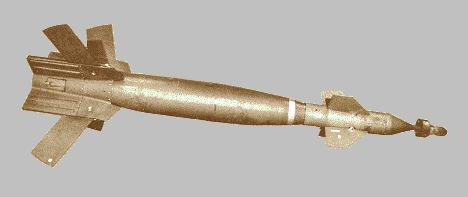
GBU-16

Commandée à 450 exemplaires par les armées françaises en 1999, 2000 et 2001. Elle peut être tirée par les Mirage 2000D et depuis 2021 par les Dassault Rafale.
Elle est de la classe des 500 kg. Utilisable uniquement par de bonnes conditions météorologiques. Tirs sur cibles faiblement durcies de taille moyenne.
- Mise en service : 1983
- Masse : 496 kg
- Charge : Mk-83 204 kg
- Rayon d'action : 12,8 km
- Précision : 9 m

### GBU-49Paveway II

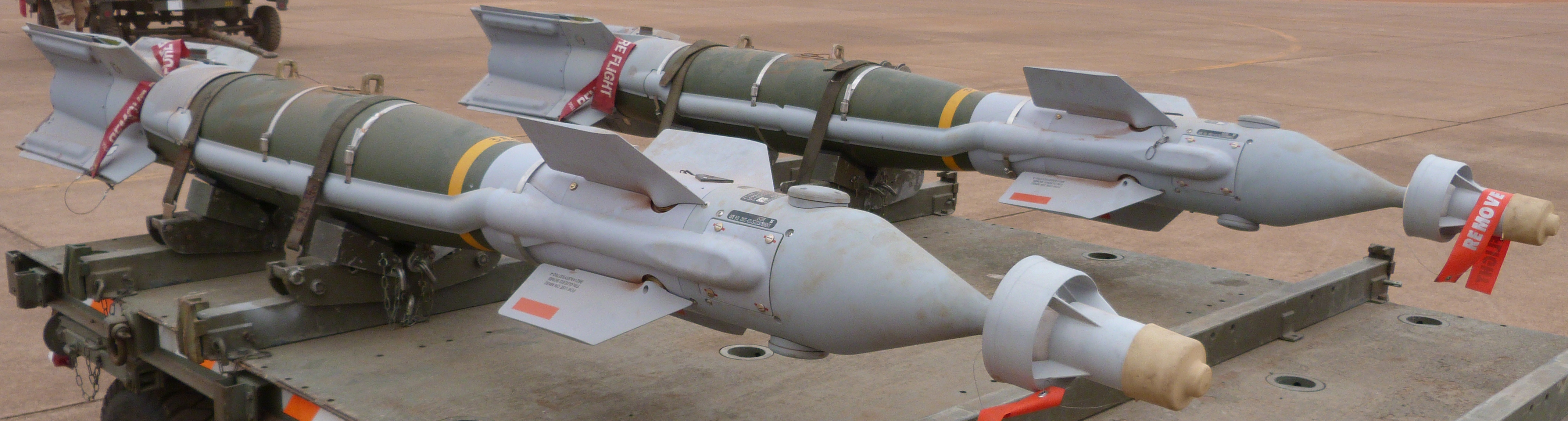
GBU-49

Commandée par les armées françaises, elle peut être tirée par les Super-Étendard, Mirage 2000D et Rafale.
Cette bombe guidée laser ou GPS+laser ou GPS est de la classe des 250 kg composée d'un corps de bombe Mk-82 et d'un prêt-à-monter Enhanced Paveway II, permettant le tir par mauvaises conditions météorologiques. Son profil de vol n’est pas simplement balistique et sa portée est plus importante que celle de la GBU 12. Tirs sur cibles fixes non durcies.
- Mise en service : 1976
- Masse : 250 kg
- Longueur : 327,66 cm
- Diamètre : 45,72 cm
- Charge : Mk-82 87 kg
- Rayon d'action : >10 km
- Précision : 1 m

### GBU-22 Paveway III

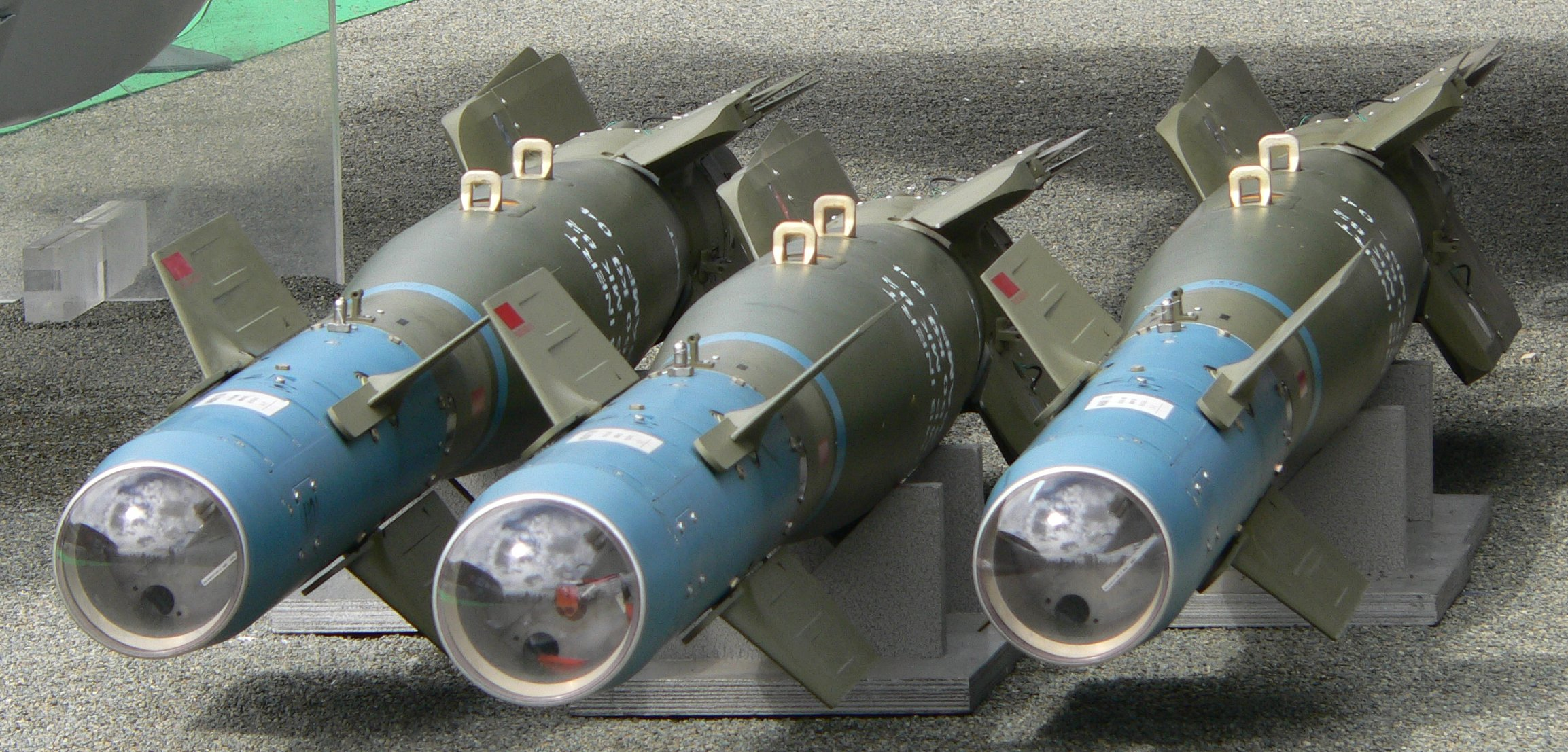
GBU-22

Version améliorée de la GBU-12 avec remplacement du prêt-à-monter Paveway II par un prêt-à-monter Paveway III. Elle est de la classe des 250 kg. Sa trajectoire de vol est variable en fonction du cas de tir et de l'altitude de tir. Tirs sur cibles fixes faiblement durcies.
Elle a été développée en même temps que la GBU-24 pour quelques clients export dont les armées françaises qui en a commandé 650 exemplaires en 1999 et 2001 et peut être tirée par les Mirage 2000D et Rafale.
La portée est supérieure à 18 km avec un tir à basse altitude et de 30 km avec un tir à haute altitude (10 000 m).
- Mise en service : 1987
- Masse : 326 kg
- Longueur : 327,66 cm
- Diamètre : 45,72 cm
- Charge : Mk-82 87 kg
- Rayon d'action : 30 km
- Précision : 1 m

### GBU-24 Paveway III

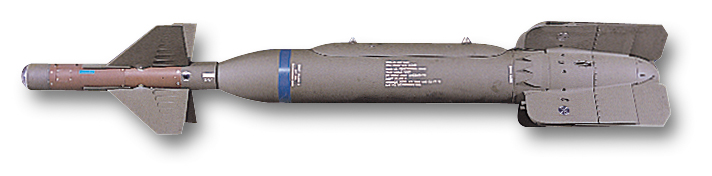
GBU-24

Commandée à 400 exemplaires par les armées françaises en 1999 et 2000 et peut être tirée par les Mirage 2000D et Rafale (premier tir en opération en septembre 2015 pour ce dernier). Elle est de la classe des 1 000 kg. Sa trajectoire de vol est variable en fonction du cas de tir et de l’altitude de tir. Tir sur cibles durcies.
- Mise en service : 1987
- Masse : 1 162 kg
- Longueur : 436,88 cm
- Diamètre : 71,12 cm
- Charge : Mk-84 de 429 kg
- Rayon d'action : 12,8 km
- Précision : 1 m

### GBU-27 Paveway III

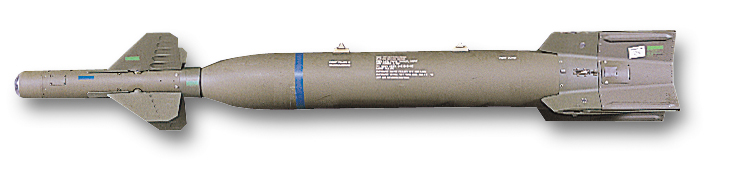
GBU-27

C'est une GBU-24 qui fut modifiée pour entrer dans les soutes des F-117. Elle est équipée d'un pénétrateur BLU-109.
- Mise en service : 1987
- Masse : 1 162 kg
- Longueur : 436,88 cm
- Diamètre : 71,12 cm
- Charge : Mk-84 de 429 kg
- Rayon d'action : 12,8 km
- Précision : 1 m

### GBU-28Penetrator

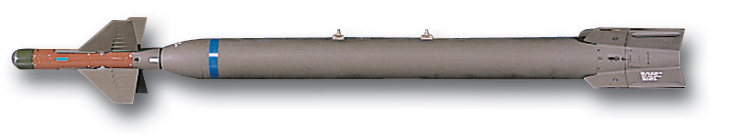
Bombe GBU-28 à guidage laser.

La GBU-28 spéciale est appelée « bunker buster ». Développée en hâte lors de la guerre du Golfe de 1991, la fabrication a débuté le 1er février pour une première livraison le 16 février, le premier essai a lieu le 20 février, la livraison de deux bombes sur le théâtre des opérations le 27 et elles sont larguées le jour même. Son corps est dérivé d’un fût de canon d'artillerie de 8 pouces (203 mm). C’est donc avant tout une grosse masse métallique qui, avec son énergie cinétique, est capable de pénétrer jusqu’à 30 m sous terre ou 6 m de béton avant d’exploser.
La charge de la bombe comprend 286 kg (630 lb) d’un explosif puissant ; la nature du reste de l'ogive est classée secret défense, mais est soupçonnée d’être principalement constituée d’uranium appauvri. Le corps de bombe sans kit de guidage est le pénétrateur BLU-113.
- Mise en service : 1991
- Masse : 2 132 kg
- Longueur : 566,42 cm
- Diamètre : 71,12 cm
- Charge : 286 kg
- Rayon d'action : 12,8 km
- Précision : 1 m

### Paveway IV

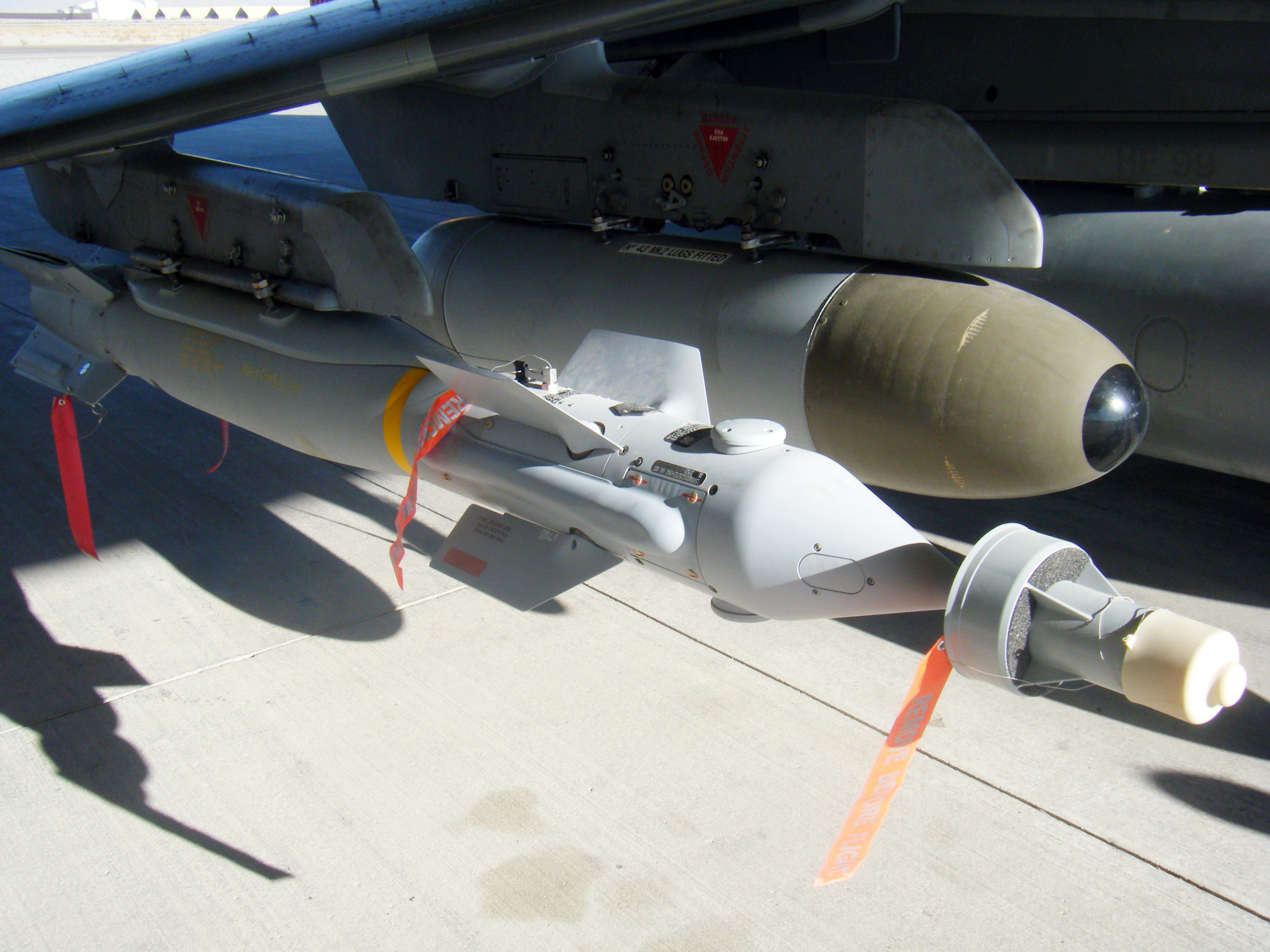
Une bombe Paveway IV embarquée par un Harrier GR.4 de la RAF en Afghanistan le 20 novembre 2008.

La Paveway IV (en) est la dernière génération de Paveway en date de 2019, elle est construite par Raytheon UK au Royaume-Uni. Elle dispose de plusieurs modes de guidage ; inertiel, guidée par GPS, et par laser semi-actif. Son prix est estimé à 70 000 livres sterling. La RAF, entre septembre 2014 et septembre 2019, a largué 2 795 bombes de ce type sur les 4 215 munitions qu'elle a utilisées lors de l'Opération Shader dans le cadre de la Coalition internationale en Irak et en Syrie.
- Mise en service : 2008
- Masse : 230 kg
- Longueur :
- Diamètre :
- Rayon d'action :
- Précision : 1 m

## Dotations
En 2012, au moins 34 états ont cette munition en dotation dont  : 
- Australie
- Arabie saoudite
- Canada
- Corée du Sud
- Danemark
- Espagne
- États-Unis
- Finlande
- France
- Grèce
- Hongrie
- Israël
- Maroc
- Pays-Bas
- Portugal
- Royaume-Uni
- Taïwan
- Tchéquie
- Turquie
- Italie

## Inventaire dans l'Armée française
Les armées françaises ont utilisé largement les Paveway (5 000 à partir de 1999, selon le SIPRI) dans les dernières opérations, en particulier : Afghanistan, Libye ou plus récemment Irak, en alternative aux très performant AASM français, qui ont le défaut d'être plus onéreux et dispendieux pour des guerres asymétriques. Cet armement est qualifié dans l'Armée de l'air sur le Rafale et le Mirage 2000, dans la Marine Nationale sur le Rafale marine et l'Atlantique. La palette des options proposées est assez large et permet d'optimiser les missions. Il est par exemple possible de choisir les Paveway II, bon marché, mais limitée au guidage laser (objectif d'opportunité ou appuis sol par beau temps) ; mais également l'Enhanced Paveway qui permet le guidage GPS (objectif d'infrastructure, utilisation par mauvais temps) et plus récemment par la proximétrie. Il est également possible d'utiliser la Paveway III qui plane beaucoup mieux et permet de moins exposer les aéronefs. Bien entendu, la puissance de la bombe est adaptée en fonction de l'objectif à détruire.